# Bibliothèque-musée de l'Opéra
Pour les articles homonymes, voir BMO.

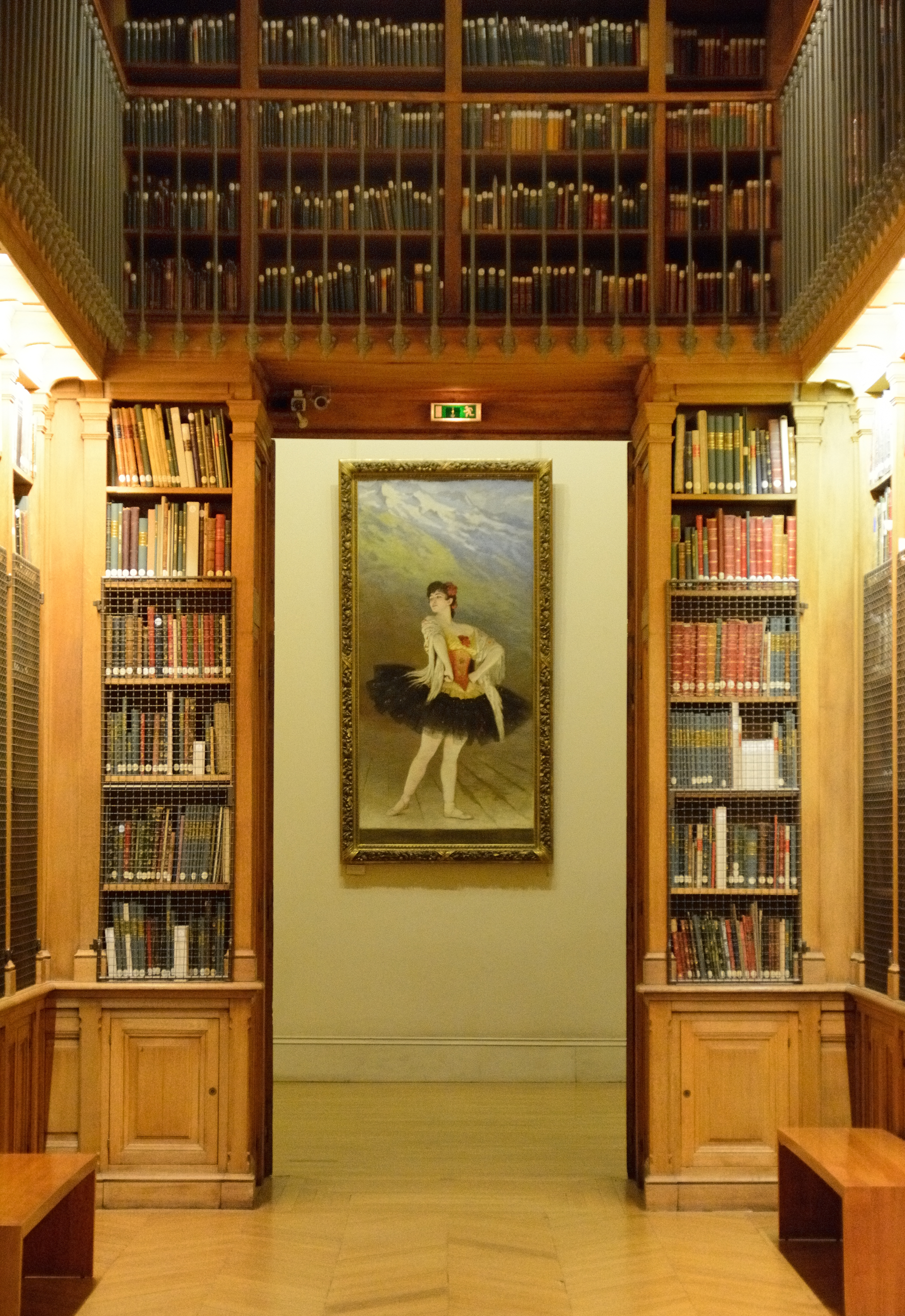
La bibliothèque-musée de l'Opéra. Au fond : Édouard Debat-Ponsan, Mademoiselle Sandrini dans le rôle de Lilia (1890).

La bibliothèque-musée de l’Opéra (BMO) est un service couplant bibliothèque et musée situé au sein de l’opéra Garnier, dans le 9e arrondissement de Paris. Il ne dépend pas de l’Opéra de Paris mais fait partie du département de la musique de la Bibliothèque nationale de France (BnF).

## Historique
La première Académie d'Opéra créée en 1669 comportait un bureau de la copie qui réalisait les partitions pour les musiciens de l'orchestre. Ces dernières, conservées au bureau, constituaient une véritable bibliothèque musicale, dont une partie s’est perdue par la suite. D'autre part, l’institution conservait ses archives dans un service distinct. 
Le librettiste Charles Nuitter obtient la création officielle de la bibliothèque de l’Opéra par un arrêté du 16 mai 1866. Nommé archiviste de l'Opéra, il contribue à classer et à cataloguer les documents, mais aussi à enrichir le fonds, en recevant notamment des livres issus du dépôt légal. 
En 1875, le service prend le nom d’archives-bibliothèque de l’Opéra. En 1882, Nuitter est autorisé à utiliser le pavillon de l’empereur du palais Garnier pour y installer la bibliothèque et y adjoindre un musée. 
Les archives, sauf les registres, passent en grande partie aux Archives nationales en 1932. Le service prend alors son nom actuel de bibliothèque-musée.
En 1935 est décidée la réunion des bibliothèques musicales de Paris, au sein de la Réunion des bibliothèques nationales. Les trois fonds musicaux, ceux de la Bibliothèque nationale, ceux de la bibliothèque-musée et ceux du Conservatoire sont placés sous une direction unique. À la création du département de la musique en 1942, la bibliothèque-musée de l’Opéra lui est rattachée. 

## Collections
La bibliothèque-musée de l’Opéra conserve près de 600 000 documents dont :
- 30 000 livres ;
- 1 680 titres de périodiques et divers imprimés ;
- 16 000 partitions parmi lesquelles de prestigieuses partitions manuscrites autographe telles que : Les Surprises de l'amour (Prologue : « Le retour d’Astrée ») de Rameau, Armide de Gluck, Ermione de Rossini, Tannhäuser (fragments autographes pour la « version de Paris ») de Wagner, Cendrillon de Massenet, Louise de Charpentier, Le Marchand de Venise de Hahn, Dialogues des carmélites de Poulenc ;
- 30 000 livrets ;
- 10 000 programmes ;
- 10 000 dossiers documentaires ;
- 25 000 lettres autographes ;
- 11 000 matériels d’orchestre ;
- 100 000 photographies ;
- 30 000 estampes avec quelque 25 000 esquisses de costumes et de décors, soixante-dix mètres linéaires de dessins, cent mètres linéaires d’affiches ;
- 3 000 documents d’archives dont 2 378 registres administratifs, créés à l’occasion des nombreux spectacles montés, opéras et ballets ;
- des acquisitions réalisées au fil du temps.

Elle abrite notamment les Archives internationales de la danse rassemblées par Rolf de Maré et données à la bibliothèque en 1953.
Le premier catalogue des fonds musicaux est celui établi par Théodore de Lajarte et intitulé Bibliothèque musicale du théâtre de l’Opéra (1878).
Les nombreux fichiers permettant de connaître les collections sont progressivement intégrés dans les catalogues informatisés de la BnF, et en particulier le catalogue général.

## Le musée
Le musée est intégré dans la visite de l’opéra Garnier. Il se compose de cinq salles en enfilade présentant des tableaux, des maquettes et des costumes.
En haut de l'escalier conduisant au musée est exposé depuis 1990 la statue en bronze du danseur étoile Alexandre Kalioujny sculptée par Jacques Gestalder qui le montre dans un saut des Danses polovtsiennes du Prince Igor.
Les visiteurs peuvent également voir des rayonnages de livres et partitions protégés par des grilles. Ces documents peuvent être communiqués au public, mais dans la mesure où le public fréquente ces espaces, la communication de certains documents étant différée d’une journée.
Les fonds du musée sont loin d’être intégralement exposés puisqu’ils sont estimés à environ 8 500 objets, dont 2 500 maquettes de décors, 3 000 œuvres diverses dont 500 tableaux, 3 000 bijoux de scène. Cette riche collection, dont les plus anciens documents remontent à la création de l'Académie royale de musique par Louis XIV en 1669, fait partie du département de la Musique de la Bibliothèque nationale de France.
La bibliothèque-musée de l'Opéra présente une exposition permanente, constituée surtout d'une sélection d’œuvres iconographiques sur la danse, l’architecture du théâtre et sur le décor, et des expositions temporaires depuis 1992. Il collabore à celles de la BnF ou d’ailleurs. Des pièces issues des collections du musée sont aussi présentées alternativement au musée d'Orsay.

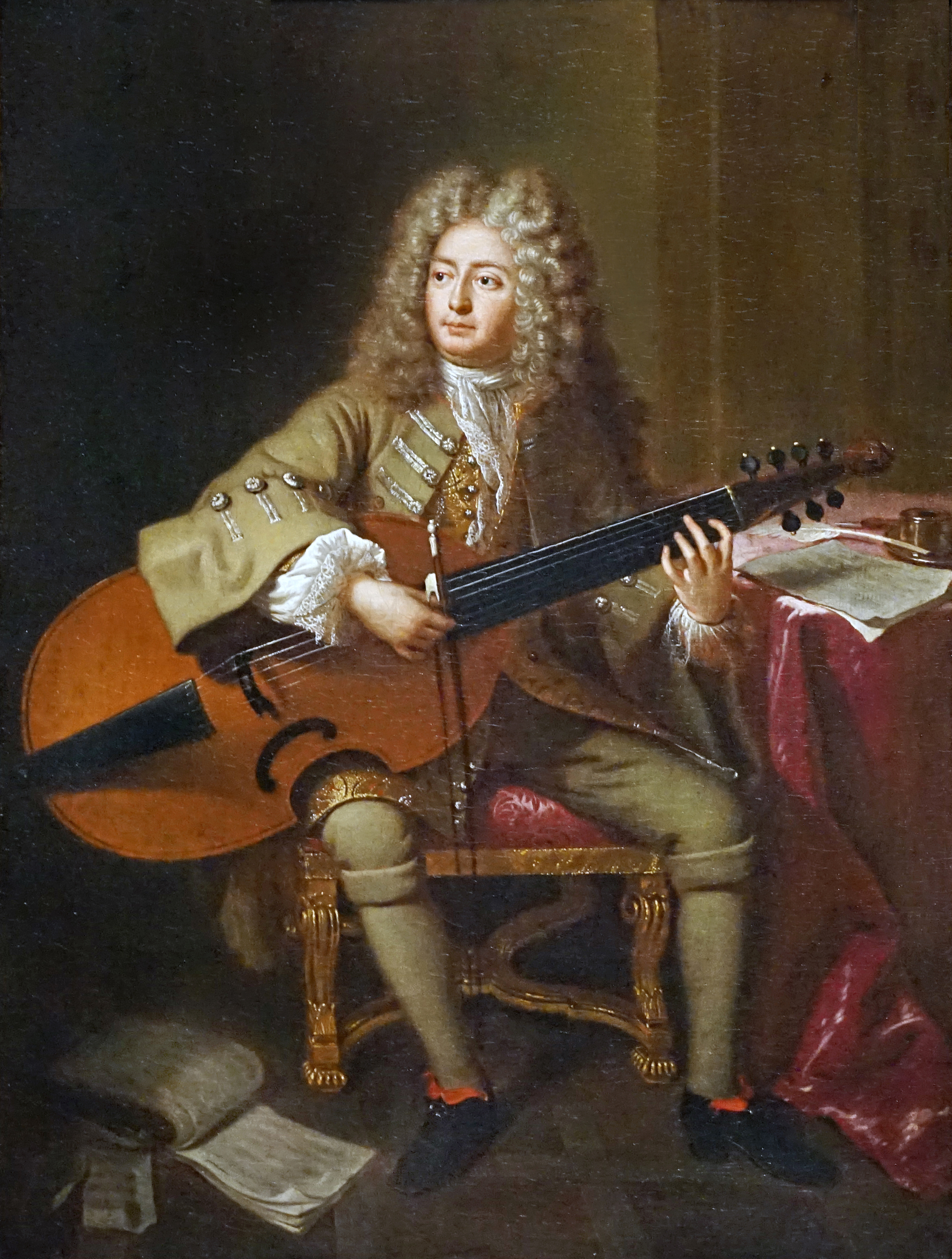
Atelier d'André Bouys, Portrait de Marin Marais (1704).
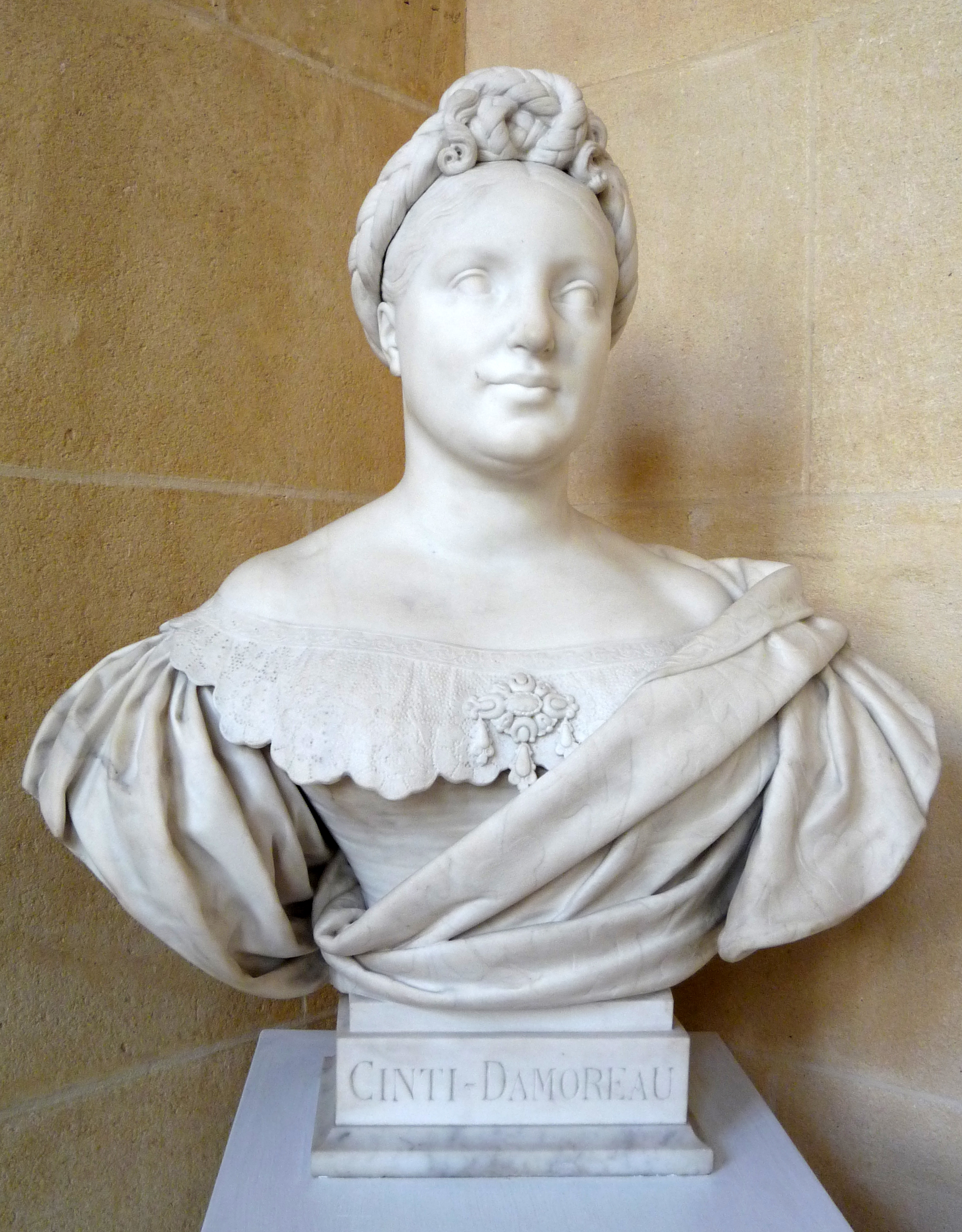
Louis Desprez, Laure Cinti-Damoreau (1834).
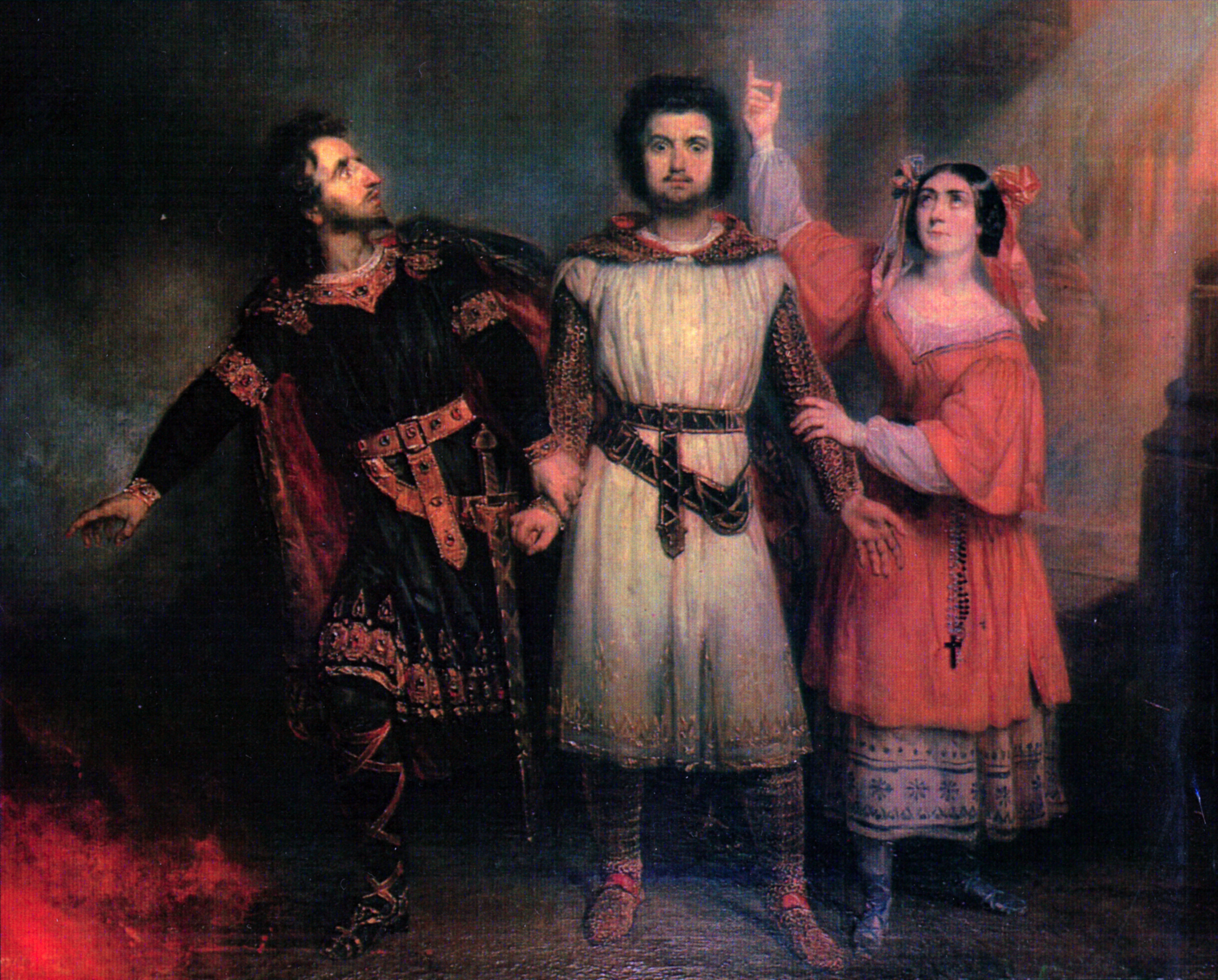
François-Gabriel Lépaulle, Trio de l'acte 5 de “Robert le Diable” de Giacomo Meyerbeer (1835).
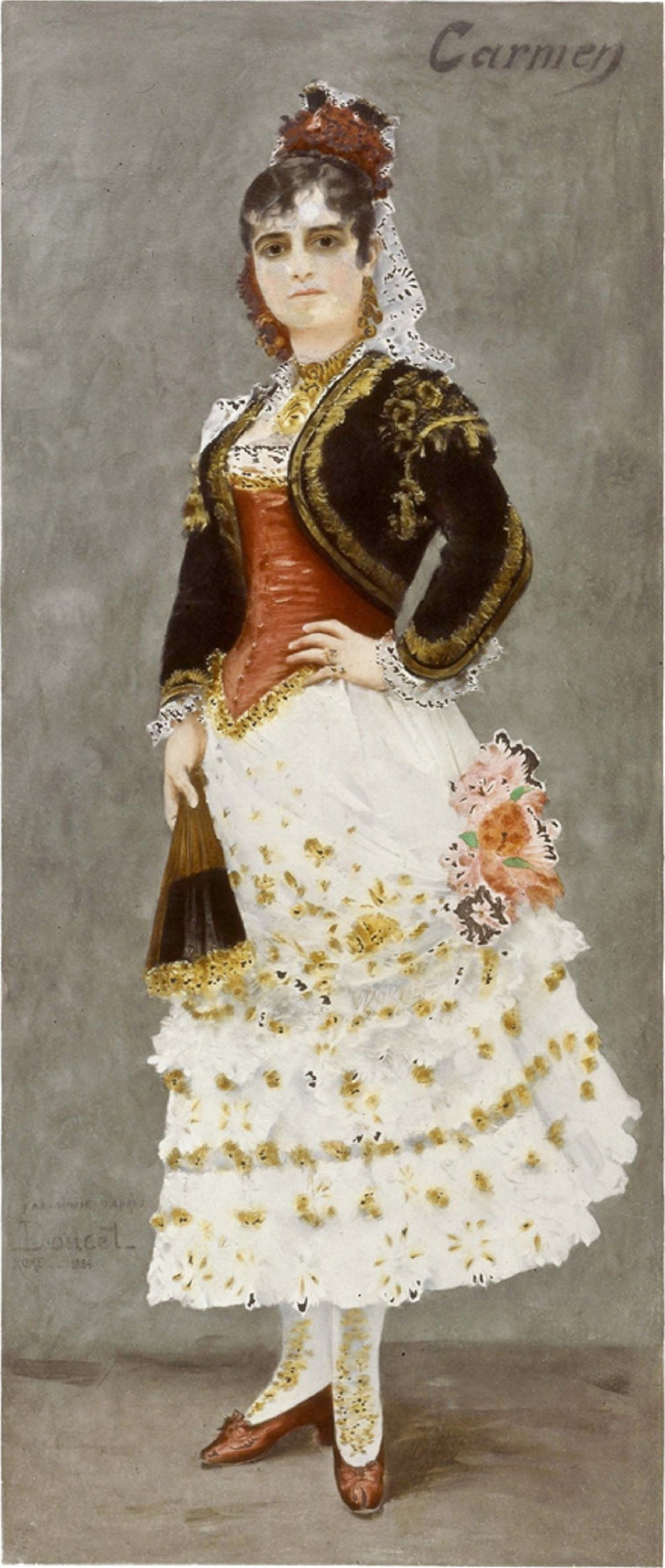
Henri-Lucien Doucet, Célestine Galli-Marié dans le rôle-titre de Carmen de Bizet (1884).
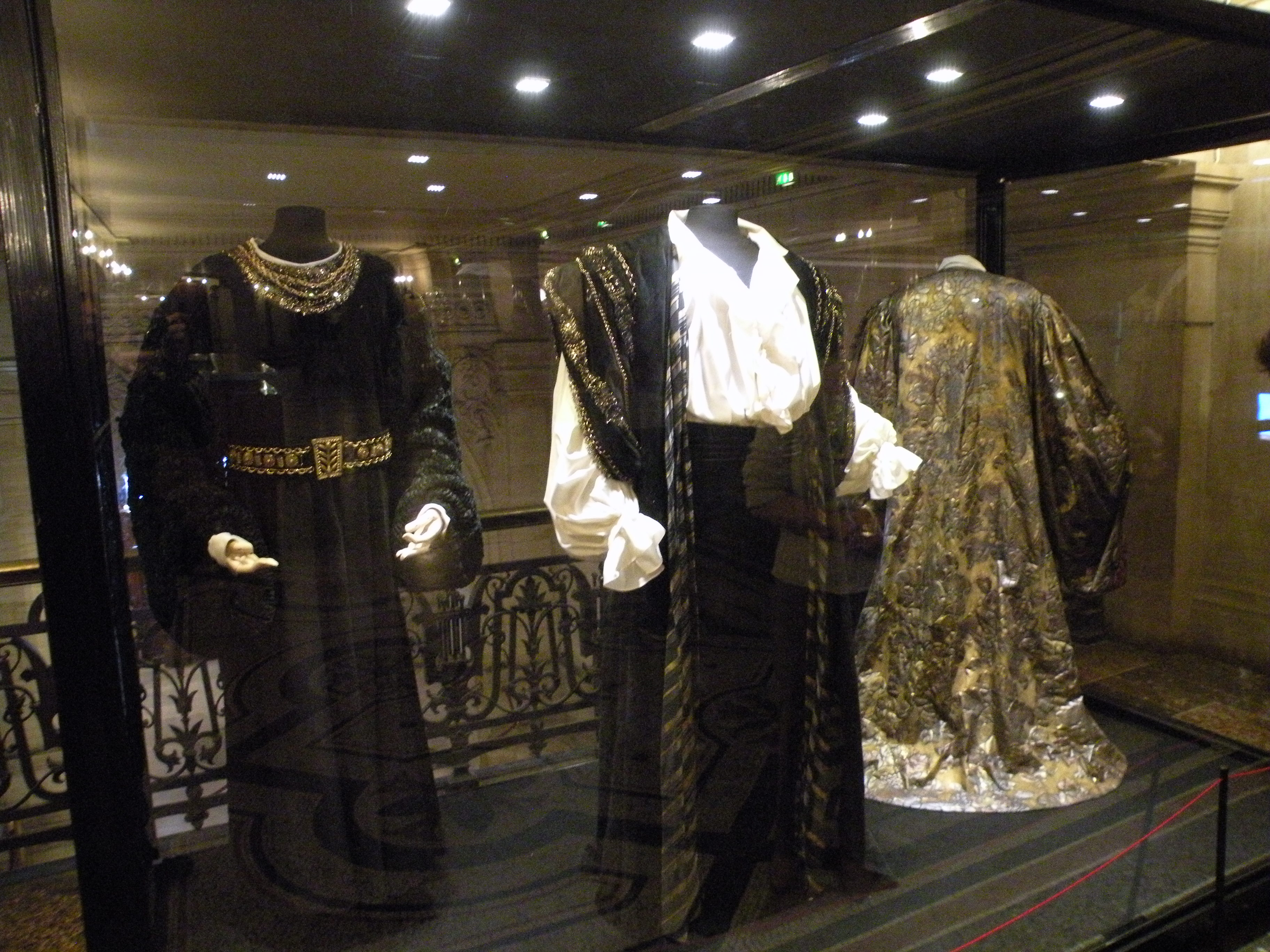
Costumes pour Otello de Giuseppe Verdi.
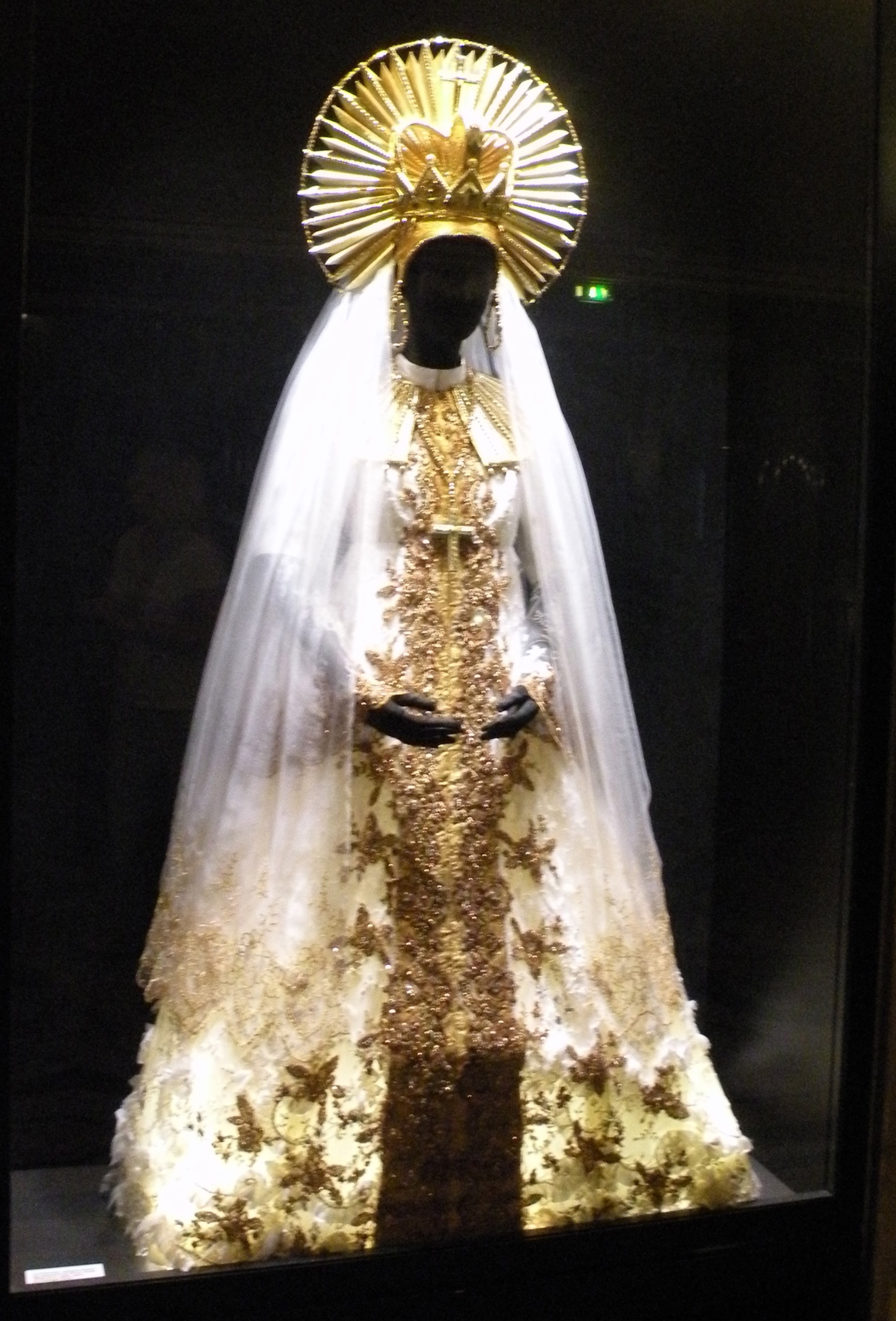
Robe de prêtresse pour Aïda de Giuseppe Verdi.
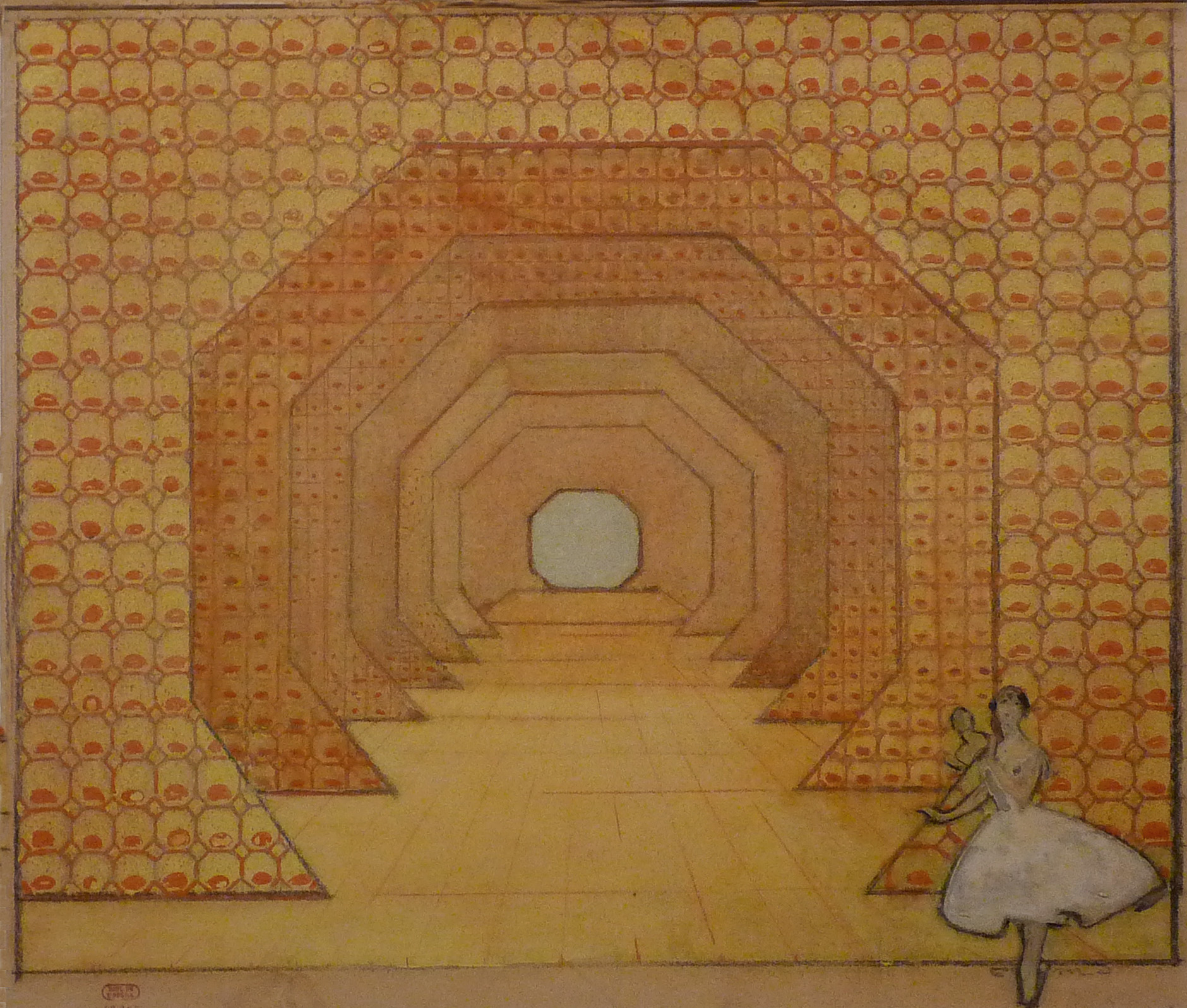
Maxime Dethomas, Esquisse de décor pour “Les Abeilles” (1917).
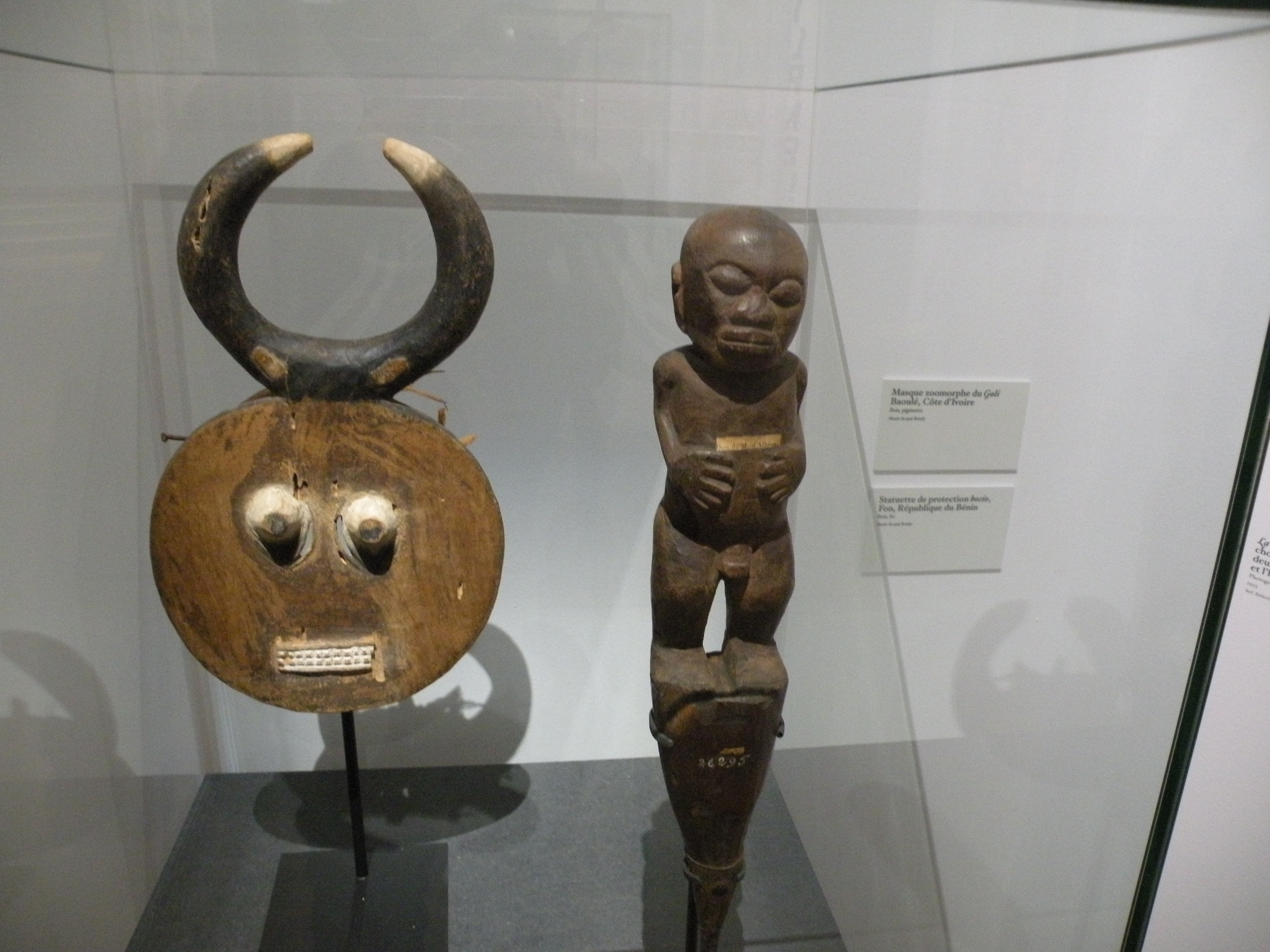
Baoulé, (Côte d'Ivoire), Masque zoomorphe Goli, et Fon (République du Bénin), Statuette de protection Bocio.
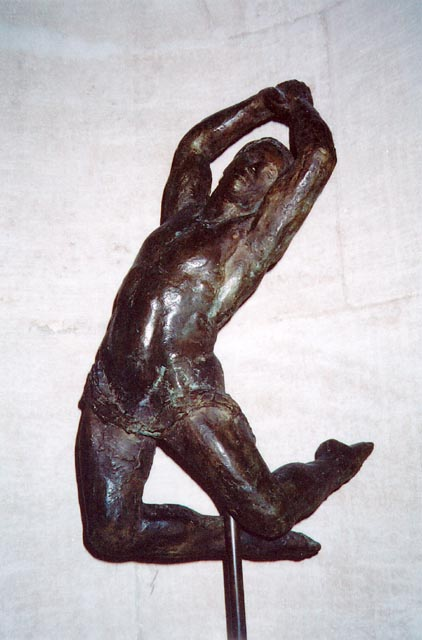
Jacques Gestalder, Alexandre Kalioujny (2005).

## Les urnes de 1907
Le 24 décembre 1907, vingt-quatre disques 78 tours, offerts par Alfred Clark (directeur de la filiale française de la Gramophone Company), furent scellés dans deux urnes hermétiquement fermées et enfouies dans les sous-sols du palais Garnier. L'étrange « cérémonie » fut décrite par un journaliste du Figaro, convié par le bibliothécaire de l'Opéra. Ce dépôt, renouvelé en 1912, était constitué essentiellement par des enregistrements lyriques des plus grands chanteurs du début du XXe siècle, tels que Enrico Caruso, Emma Calvé, Nellie Melba, Adelina Patti ou Francesco Tamagno. Devant constituer un témoignage pour les générations futures « afin d'apprendre aux hommes de cette époque quelle était la voix des principaux chanteurs de notre temps », il ne devait pas être ouvert avant 100 ans par la volonté expresse d'Alfred Clark.
Redécouvert à l'occasion de travaux en 1988, les urnes furent confiées à la BnF pour leur sauvegarde. Les cent ans étant écoulés, les urnes ont été officiellement exhumées le 19 décembre 2007 : elles furent ouvertes en 2008 et les enregistrements de ces Voix ensevelies furent gravés sur CD dans le courant de l'année par EMI, héritière de la Gramophone Company.
La liste complète des œuvres lyriques et chorégraphiques créées par l'Opéra de Paris peut être lue sur le site de l'Association de l'art lyrique français.